# Bugis (Sumbawa)
Bugis is een bestuurslaag in het regentschap Sumbawa van de provincie West-Nusa Tenggara, Indonesië. Bugis telt 7101 inwoners (volkstelling 2010).